# Marcia Collazo
Marcia Collazo Ibáñez (Melo, 13 de marzo de 1959) es una abogada, profesora y escritora uruguaya.  

## Biografía
Proviene de una familia de escritores y artistas. Sus abuelos maternos fueron Sara de Ibáñez y Roberto Ibáñez. Su madre fue la escritora Suleika Ibáñez. Su padre, Vladimiro Collazo, fue un reconocido artista plástico e historiador. Se recibió de Doctora en Derecho y Ciencias Sociales en la Facultad de Derecho de la Universidad de la República. Se recibió de Profesora de Historia en el Instituto de Profesores Artigas. Cursó varios estudios de posgrado en ambas especialidades.
Se desempeñó como docente en los cursos de Historia e Historia de las Ideas en América en el Instituto de Profesores Artigas. En la Facultad de Derecho fue profesora de Filosofía del Derecho. Ha publicado numerosos ensayos y artículos académicos en las áreas de Derecho, Historia y Filosofía, así como varias obras literarias. ha sido columnista en Bitácora, Uy Press, y publica regularmente una columna de opinión en la revista Caras y Caretas. Realiza un programa de streaming denominado Tiempos Cimarrones, en Caras y Caretas TV, a través del cual realiza reflexiones sobre la historia nacional. Temas recurrentes en su obra son la narrativa histórica en la que busca dar vida a las voces de los oprimidos, en especial de las mujeres que han contribuido a forjar nuestra identidad, la ambivalencia de los personajes, que se debaten entre sus yerros, sus logros y sus propias miserias, el momento de la muerte de relevantes protagonistas históricos que son evocados por testigos anónimos, no siempre para ensalzarlos, el juego entre la ficción y la interpretación histórica, el sufrimiento y la lucha por trascender y mantener la esperanza, en un mundo continuamente atravesado de contradicciones, paradojas, ambiciones, abusos y peligros. 
En 2011 y 2012 recibió el Premio Libro de Oro de la Cámara Uruguaya del Libro, al libro de autor nacional más vendido de ficción. Ha sido publicada en Argentina, Francia, España y Cuba. Su obra poética y narrativa fue premiada en numerosas oportunidades por la Intendencia Municipal de Montevideo, el Ministerio de Educación y Cultura, la Universidad de la República y la Casa de Escritores del Uruguay. En el 2011 recibió el Premio revelación Bartolomé Hidalgo, fue finalista al Premio Bartolomé Hidalgo y se le otorgó el Premio Mujer del Año en el rubro literario. En el 2015 recibió el Primer Premio del Museo de la Memoria y del Ministerio de Educación y Cultura por su cuento Tremendo pozo, en el Concurso Nibia Sabalsagaray, y en el mismo año se le otorgó el Premio Morosoli de Plata en Narrativa. En 2021 obtuvo también el Tercer Premio Nacional de Literatura del Ministerio de Educación y Cultura, por su novela Heroica. En 2021 fue seleccionada como una de los dos escritores uruguayos invitados al Certamen de Novela Histórica, ciudad de Úbeda, España, junto a los escritores Valentín Trujillo (Uruguay), Carlos Tronben y Patricia Cerda (Chile). En 2023 recibe el Premio Artemisa, otorgado a mujeres destacadas de nuestro país por la Gran Logia Femenina del Uruguay. 

## Obra
- 2004, A caballo de un signo (poesía), AEBU.
- 2010, Alguien mueve los ruidos (poesía), Estuario.
- 2011, Amores Cimarrones. Las mujeres de Artigas (novela), Banda Oriental.
- 2012, La tierra alucinada: Memorias de una china cuartelera  (novela), Banda Oriental
- 2014, A bala, sable o desgracia (cuentos), Banda Oriental.
- 2015, Seguirte el vuelo: amores y desamores de la historia uruguaya (ensayo), Banda Oriental.
- 2016, Te acordarás de mí. Ediciones de la Banda Oriental.
- 2017, La pintura perdida de Renoir. Colección Un libro, un cuento. Ediciones de la Banda Oriental.
- 2019, Heroica. Ediciones de la Banda Oriental. Sobre las Defensoras de Paysandú.
- 2023, Yo, Piria. Ediciones de la Banda Oriental.